# История изобретения лазеров
| 1917 | А. Эйнштейн представляет концепцию вынужденного излучения |
| 1920 | Дж. Франк и Ф. Райхе подтвердили существование метастабильных состояний в возбужденном состоянии |
| 1927 | Поль Дирак представляет релятивистское уравнение движения электрона |
| 1928 | Р. Ладенбург и Г. Копферман исследовали отрицательную дисперсию света в газовом разряде (в неоне) |
| 1940 | В. А. Фабрикант исследовал отрицательное поглощение света |
| 1947 | У. Лэмб и Р. Резерфорд впервые демонстрируют вынужденное излучение |
| 1950 | К. М. Пурселл и Р. Ф. Паунд получили вынужденное излучение во фториде лития при быстром переключении магнитного поля (инвертированный спин) |
| 1951 | В. А. Фабрикант, Ф. А. Бутаева и М. М. Вудынский провели эксперименты по усилению электромагнитного излучения в газах Ч. Таунс исследовал возможности создания генератора субмиллиметрового диапазона Ц. С. ван Гиил, Г. Г. Хопкинс и Н. С. Капани изготовили первое оптическое волокно |
| 1952 | Дж. Вебер разработал теорию микроволновых резонаторов, шумов и чувствительности усилителей |
| 1953 | Дж. фон Нейман разработал теорию фотонного усиления |
| 1954 | Н. Г. Басов, А. М. Прохоров; Ч. Таунс, В. Гордон; Дж. Цайгер, К. Симода, Т. Ванг создали независимо друг от друга первый мазер на молекулах аммиака Н. С. Капани ввел термин «волоконная оптика» |
| 1956 | Н. Бломберген разработал теорию трёхуровневого твердотельного лазера |
| 1958 | Л. Шавлов и Ч. Таунс проводят расчеты мазеров для видимого и инфракрасного диапазонов |
| 1959 | Г. Гулд вводит термин «лазер» и представляет чертежи оптического мазера (лазера) в американское патентное бюро Н. Г. Басов делает теоретическое обоснование полупроводникового лазера |
| 1960 | Т. Майман создал первый лазер на кристалле рубина (Cr3+ : Al2 O 3) (λ = 694,3 нм) А. Джаван, В. Беннет и Д. Ериот построили гелий-неоновый лазер (λ = 1,15 мкм) П. Сорокин и М. Стевенсон получили стимулированную эмиссию на U3+ : CaF2 -кристалле (λ = 2,5 мкм и λ = 2,6 мкм) Ф. Г. Хоутерманс предложил эксимер как лазерную среду |
| 1961 | А. Г. Фокс и Т. Ли; Г. Д. Бойд и Дж. П. Гордон создали теорию оптических резонаторов со сферическими зеркалами П. П. Сорокин и М. Дж. Стевенсон, В. Кайзер и другие получили стимулированную эмиссию на Sm2+ : CaF2 -кристалле (λ = 708 нм) Э. Снитцер получил стимулированную эмиссию на Nd3+ : стекле (λ = 1,062 мкм) Д. Полани создал химический лазер на экзотермических газовых реакциях Р. В. Геллварт предложил генерацию мощных лазерных импульсов с помощью модуляции добротности П. А. Франкен получил генерацию второй гармоники (удвоение частоты) в рубиновом лазере с помощью кристалла кварца |
| 1962 | Д. Уайт и Дж. Риджен создали He-Ne лазер с длиной волны 632,8 нм Р. Холл и другие; Н. Г. Басов и другие изобрели полупроводниковые лазеры на арсениде галлия (λ = 840 нм, λ = 710 нм) Д. Кляйнман и П. Кислюк построили первый рефлектор Фабри-Перо для селекции мод в лазерном резонаторе Н. Бломберген и другие выдвинули теорию распространения волн в нелинейных средах (удвоение частоты, параметрические процессы, стимулированный эффект Рамана, многофононная ионизация и другие) |
| 1963 | Л. Джонсон и другие представили первые перестраиваемые лазеры на переходных металлах, например Ni2+ : MgF2 (λ = 1,62 мкм … 1,8 мкм) Ф. Дилл, В. Говард и другие получили непрерывную стимулированную эмиссию в GaAs диодах при температуре от 2K до 77K (λ = 840 нм) Н. Г. Басов и А. Н. Ораевский предложили идею тепловой накачки Г. Херд создал первый азотный лазер Г. Кромер, Ж. И. Алферов и Р. Ф. Казаринов предложили двойные гетероструктуры для лазерных диодов Р. Нойман предложил возбуждать твердотельные среды с помощью лазерных диодов M. Коупланд применил GaAs диод как оптический усилитель |
| 1964 | Дж. Гойзик и другие получили стимулированное излучение на длине волны 1,064 мкм в Nd:YAG-лазере (Nd3+ : Y3Al5O12) К. Пател построил первые лазеры на CO2 -газе Л. Харгроу, Р. Рорк и М. Поллак получили режим синхронизации мод в He-Ne лазере с продолжительностью импульса 600 пс В. Бриджес реализовал аргон-ионный лазер (λ = 488 нм, λ = 514 нм), ксеноновый и криптоновый лазер Г. Гэбби создал 337-мкм-HCN-лазер, первый эффективный субмиллиметровый лазер Р. Кайес и Т. Квист построили первый твердотельный лазер с накачкой лазерными диодами (U 3 + : CaF 2 -кристалл возбуждался GaAs-диодами) с рабочей температурой 4,2 K П. Кафалас, Б. Соффер и П. Сверокин реализовали пассивную модуляцию добротности с помощью насыщенного поглотителя |
| 1965 | Дж. Каспер и Дж. Пиментал изобрели химический лазер на HCl, импульсный с оптическим инициированием (λ = 3,5 мкм) Б. Фритц и Е. Менке создали первый лазер на центрах окраски в KCl: Li / Fa-кристалле (λ = 2,7 мкм) Дж. Жордмейн и Р. Миллер создали первый параметрический осциллятор на LiNbO3 -кристалле |
| 1966 | В. К. Конюхов, А. М. Прохоров; Р. Кантровитц и другие реализовали первый газодинамический CO2 -лазер[уточнить] П. П. Сорокин и Дж. Р. Ланкард построили первый импульсный лазер на красителях с накачкой лазером на рубине (λ = 756 нм) В. Сильфаст, Г. Фовлс реализуют первый лазер на парах металлов Zn / Cd-лазер В. Т. Уолтер построил первый лазер на парах меди (λ = 510,6 нм и λ = 578,2 нм) |
| 1967 | Ф. К. Кнойбюль и другие реализовали волноводный газовый лазер на HCN-молекулах (λ = 337 мкм) Т. Ф. Дойтч, К. Л. Компа и Г. С. Пиментель построили первый фтороводородный (HF) лазер |
| 1968 | Ж. И. Алферов и другие создали полупроводниковый лазер на двойной гетероструктуре с генерацией в импульсном режиме M. Росс реализовал первый Nd:YAG-лазер с накачкой лазерными диодами В. Т. Уолтер построил первый лазер на парах золота (λ = 637,8 нм) |
| 1969 | В. Б. Тифанни и другие построили первый киловаттный CO2 -лазер Т. А. Кул и Р. Р. Тефенс создали чисто химический лазер на HCl непрерывного действия |
| 1970 | O. Петерсон и другие получили непрерывное излучение на родамине 6G Н. Г. Басов и другие построили первый эксимерный лазер на Xe*2 T. Чанг и T. Бриджес построили 496-мкм-CH3 F-лазер Ж. И. Алферов и другие построили первые лазерные диоды на двойных гетероструктурах с непрерывной генерацией при комнатной температуре И. Хаяши, М. Паниш на другие построили лазерные диоды с непрерывной генерацией при комнатной температуре Л. Эсаки и Р. Тсу получили первые квантовые волновые структуры |
| 1971 | Х. Когельник и С. Шанк изобрели лазер на красителях с распределенной обратной связью |
| 1973 | M. Накамура и А. Яров создали первый DFB полупроводниковый лазер |
| 1974 | Г. Маровський использовал кольцевой резонатор для предотвращения «spatial hole burning»-эффекта А. И. Гудзенко и С. И. Яковенко предложили реактор-лазер |
| 1975 | T. Генш, А. Шавлов, Д. Винеланд и Г. Демельт предложили охлаждения атомных пучков с помощью лазеров |
| 1976 | Дж. Гсиех построил непрерывные InGaAsP-лазерные диоды (λ = 1,25 мкм) |
| 1977 | Дж. Мадейс и другие создали первый лазер на свободных электронах |
| 1978 | Дж. Валлинг построил твердотельный лазер на александрите (BeAl 2 O 4 : Cr 3 +) с непрерывной перестройкой в диапазоне 710—820 нм В. Мак Дермотт, Н. Пчелкин и другие создали чисто химический лазер на электронных переходах в йоде (λ = 1,315 мкм) |
| 1979 | Е. Аффолтер и Ф. Кнойбюль построили газовый лазер с распределенной обратной связью (DFB) Х. Сода и другие создали первые поверхностно-излучающие лазерные диоды (Vertical Cavity Surface Emitting Lasers) |
| 1980 | Л. Молленауер, Р. Стоулен, Дж. Гордон впервые наблюдали солитоны в оптических волокнах Ц. Бор получил короткие импульсы с помощью лазера на красителях |
| 1981 | Ф. Кояма и другие построили GaInAsP / InP-лазерные диоды с распределенным отражателем Брэгга (Distributed Bragg Reflector) |
| 1982 | П. Моултон построил первый титан-сапфировый лазер (Ti 3 + : Al 2 O 3) с перестройкой длин волн излучения между 670 нм и 1079 нм |
| 1983 | Л. Молленауер, Р. Стоулен построил первый лазер на солитонах |
| 1985 | Д. Мэттьюс и другие открыли рентгеновский лазер с 15 нм излучением Т. Кейн и Р. Бэйр создали монолитный кольцевой YAG-лазер с диодной накачкой |
| 1987 | Д. Пейн открыл эрбиевий усилитель с рабочей длиной волны 1,55 мкм (Erbium Doped Fiber Amplifier) |
| 1988 | С. Пейн и другие построили первый Cr: LiCaF-лазер с перестройкой длины волны в диапазоне 720 нм и 840 нм |
| 1989 | С. Пейн и другие построили первый Cr: LiCaF-лазер с перестройкой длины волны в диапазоне 780 нм и 920 нм |
| 1991 | М. Гаазе и другие получили кратковременную генерацию с голубовато-зелёного лазерного диода на базе селенида цинка |
| 1992 | Г. Гриин, Г. Ляйзинг и другие создали первый органический полимерный светодиод с голубым излучением |
| 1994 | K. Ан и другие открыли первый лазер на одном атоме (λ = 791 нм) |
| 1995 | М. Андерсон и другие; К. Дэвис и другие впервые наблюдают конденсат Бозе-Эйнштейна в атомарных газах |
| 1996 | С. Накамура создал первые эффективные голубые лазерные диоды на базе нитрида галлия Р. Френд построил полимерный лазер с оптической накачкой |
| 1999 | В. Кеттерле и другие; К. Моцума и другие открыли первый атомный лазер — когерентное усиление материальных волн при прохождении атомного резервуара |